# Broadchurch
Broadchurch is een Britse televisieserie uitgezonden op ITV. Het is een detectiveserie/misdaaddrama, gemaakt door Chris Chibnall, met David Tennant, Jodie Whittaker en Olivia Colman in de hoofdrollen. Ólafur Arnalds componeerde de muziek.
Het eerste seizoen werd opgenomen in het najaar van 2012 in Clevedon en Bridport, en speelt zich af aan de kust van Dorset. In de serie wordt een elfjarige jongen dood gevonden en de politie gaat op zoek naar de moordenaar. Het seizoen werd uitgezonden in 2013 in het Verenigd Koninkrijk en haalde hoge kijkcijfers en positieve kritieken. Vanwege het succes besloot ITV tot een tweede seizoen, dat in 2015 werd uitgezonden. De serie werd verkocht aan BBC America en in 2014 volgde een Amerikaanse remake, die echter slechte kijkcijfers boekte. In Nederland was seizoen 1 van de serie van 5 januari tot 26 januari 2014 op RTL 4 te zien. Seizoen 2 was te zien vanaf 31 mei 2015, weer op RTL 4. Het derde en laatste seizoen is vanaf 14 mei 2017 te zien op RTL 4. Via Videoland was dit seizoen al op 5 mei beschikbaar.

## Afleveringen
| Seizoen | datum eerste aflevering | datum eerste aflevering                    | datum laatste aflevering | datum laatste aflevering | aantal afleveringen |
| ------- | ----------------------- | ------------------------------------------ | ------------------------ | ------------------------ | ------------------- |
| 1       | 4 maart 2013            | 5 januari 2014                             | 22 april 2013            | 26 januari 2014          | 8                   |
| 2       | 5 januari 2015          | 31 mei 2015                                | 23 februari 2015         | 21 juni 2015             | 8                   |
| 3       | 27 februari 2017        | 14 mei 2017 (RTL 4) 5 mei 2017 (Videoland) | 17 april 2017            | 2 juli 2017              | 8                   |

## Seizoen 1

### Verhaal
Het verhaal begint met het vinden van het lichaam van een jongen op het strand van Broadchurch. De lokale rechercheur Ellie Miller (Olivia Colman) wordt op deze zaak gezet en de leiding van deze zaak wordt gegeven aan de nieuwe inspecteur Alec Hardy (David Tennant), Miller is teleurgesteld omdat zij de nieuwe inspecteur wilde worden. Wanneer Miller en Hardy bij het lichaam aankomen, ziet Miller tot haar schrik dat het lichaam aan Danny Latimer hoort, Danny is de zoon van een goede vriendin van haar en is ook een vriend van haar zoon Tom. Miller moet nu haar uiterste best doen om het werk gescheiden te houden van haar privéleven. Tijdens hun onderzoek komen zij verschillende verdachten tegen, als zij uiteindelijk de werkelijke dader vinden schokt zijn identiteit iedereen.

## Seizoen 2

### Verhaal
De dader die in seizoen 1 werd gearresteerd ontkent in de rechtbank dat hij de dader is. Nu wacht de achterblijvers een emotionele en langslepende rechtszaak. Het blijkt dat velen een duister geheim meedragen dat in de rechtbank openbaar wordt gemaakt. Ondertussen worstelt inspecteur Alec Hardy (David Tennant) met zijn geconstateerde hartprobleem. Hij is uit zijn functie van inspecteur gezet en werkt nu, in afwachting van zijn hartoperatie, als opleider. Tevens verbergt hij een belangrijke getuige uit zijn oude zaak in Sandbrook. Hij wil met zijn getuige proberen om de oude zaak op te lossen. Rechercheur Miller (Olivia Colman), die na de ontknoping van het eerste seizoen is verhuisd naar Devon, keert op verzoek van Hardy terug naar Broadchurch om hem te helpen met zijn onderzoek naar Sandbrook.

## Seizoen 3

### Verhaal
Na de brute verkrachting van Trish Winterman gaan inspecteur Hardy en rechercheur Miller op onderzoek uit. Tijdens het onderzoek komen zij diverse verdachten tegen, die allen hun eigen geheimen hebben. De familie Latimer worstelt ondertussen nog steeds met het verlies van Danny. Mark woont tijdelijk buiten huis omdat hij het emotioneel nog steeds moeilijk heeft.

## Trivia
- Tijdens de opnames werd de plot van het seizoen geheim gehouden voor het publiek, dit uit commerciële doeleinden zodat het publiek bleef kijken. De acteurs en actrices moesten tekenen voor geheimhouding en de scripts werden pas op het laatst vrijgegeven aan hen. Tevens had ieder script een watermerk zodat altijd achterhaald kon worden wie een script zou hebben laten uitlekken.